# Alan Kasajev
Alan Tajmoerazovitsj Kasajev (Vladikavkaz, 8 september 1986) is een Russisch voetballer die bij voorkeur als vleugelspeler speelt. Hij tekende in 2014 bij Lokomotiv Moskou.

## Clubcarrière
Kasajev kwam in 2004 terecht bij FK Zenit. Daarvoor speelde hij bij Titan Reutov en Sjinnik Jaroslavl. Zenit leende de vleugelspeler in 2007 uit aan Alania Vladikavkaz, de club uit zijn geboortestad. In 2008 trok hij naar Koeban Krasnodar, dat hij na één jaar verruilde voor Roebin Kazan. In vier seizoenen maakte Kasajev twaalf doelpunten in 88 competitiewedstrijden voor de club uit Tatarije. Gedurende het seizoen 2013/14 werd hij verhuurd aan Dinamo Moskou. In 2014 tekende Kasaev een driejarig contract bij Lokomotiv Moskou, dat vijf miljoen euro veil had voor de vleugelspeler.

## Interlandcarrière
Kasaev kwam driemaal uit voor Rusland –21 en debuteerde in 2011 voor Rusland B.